# Suiza en el Festival de la Canción de Eurovisión 2024
Suiza participó en el LXVIII Festival de la Canción de Eurovisión, que se celebró en Malmö, Suecia del 7 al 11 de mayo de 2024, tras la victoria de Loreen con la canción «Tattoo».La SRG SSR, radiodifusora encargada de la participación helvética dentro del festival, decidió mantener el sistema de elección de los últimos años, utilizando un método de selección interna.
Tras varios rumores durante los días previos al anuncio del representante, el 29 de febrero de 2024 fue confirmado el artista Nemo con el tema de drum and bass/EDM «The Code». Tras el anuncio y durante las semanas previas al concurso, Suiza se erigió como una de las máximas favoritas a la victoria entre las casas de apuestas y los sondeos de eurofans.
Durante el festival, Nemo se presentó en la segunda semifinal del concurso, clasificándose en 4.ª posición con 132 puntos. Dos días más tarde en la gran final, Nemo ganó el concurso tras obtener 591 puntos: 365 puntos del jurado profesional y 226 del televoto. Este resultado significó la tercera victoria para el país helvético, 36 años después de la conseguida con Céline Dion en 1988.

## Historia de Suiza en el Festival
Suiza es uno de los países fundadores del festival, debutando en 1956. Suiza ha participado en 63 ocasiones en el festival, siendo uno de los países que más veces ha participado en el concurso. Suiza ha logrado vencer en dos ocasiones el festival: la primera fue precisamente en el primer concurso de la historia, en 1956 con Lys Assia con la canción «Refrain». La segunda vez sucedió en 1988 con la entonces desconocida Céline Dion y la canción «Ne partez pas sans moi». A pesar de que Suiza es considerado como uno de los países clásicos del festival, es considerado como uno de los países menos exitosos del festival en la «era contempóranea», habiéndose clasificado a la gran final en ocho ocasiones desde 2004, con solo 3 participaciones dentro de los mejores 10 del concurso.
En 2023, el artista seleccionada internamente Remo Forrer, se colocó en 20.ª posición con 92 puntos en la gran final: 31 puntos del televoto (18°) y 61 del jurado profesional (14°), con el tema «Boys Do Cry».

## En Eurovisión
De acuerdo a las reglas del festival, todos los concursantes debían iniciar desde las semifinales, a excepción del anfitrión (en este caso, Suecia) y el Big Five compuesto por Alemania, España, Francia, Italia y el Reino Unido. En el sorteo realizado el 30 de enero de 2024, Suiza fue sorteada en la segunda semifinal del festival. En este mismo sorteo, se determinó que participaría en la primera mitad de la semifinal (posiciones 1-8). Semanas después, ya conocidos los artistas y sus respectivas canciones participantes, la producción del programa dio a conocer el orden de actuación, determinando que el país participaría en la cuarta posición, después de Grecia y precediendo a Chequia.
La SRG SSR transmitió el concurso de la siguiente forma a través de sus cadenas regionales:
- La televisión de habla francesa RTS transmitió las semifinales en el canal RTS 2 con comentarios de Jean-Marc Richard y Nicolas Tanner y la final en el canal RTS 1 con los comentarios de Richard y Tanner junto a Julie Berthollet.
- La televisión de habla germana SRF transmitió las semifinales en el canal SRF zwei y la final en el canal SRF 1 con comentarios de Sven Epiney.
- La televisión de habla italiana SRI transmitió las semifinales en el canal RSI La 2 y la final en el canal RSI La 1 con comentarios de Ellis Cavallini y Gian-Andrea Costa.

La portavoz de la votación del jurado profesional suizo fue Jennifer Bosshard.

### Semifinal 2

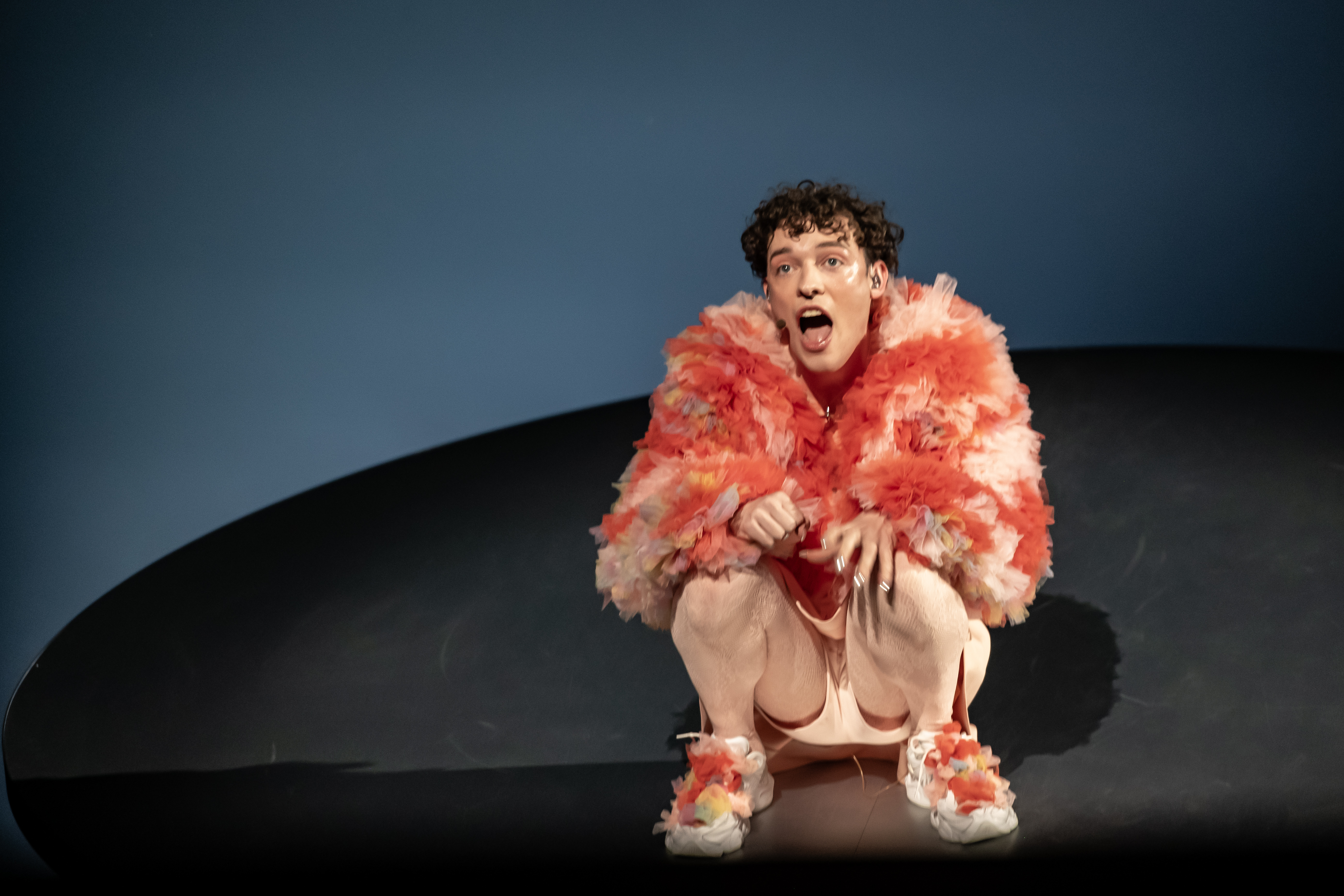
Nemo durante un ensayo general de la segunda semifinal.

Nemo tomó parte de los ensayos los días 29 de abril y 2 de mayo así como de los ensayos generales con vestuario de la segunda semifinal los días 8 y 9 de mayo. Suiza se presentó en la posición 4, después de Grecia y antes de Chequia.
El director de la puesta en escena suiza fue Fredrik Rydman, quien previamente se había encargado de las puestas en escena de Suecia en 2015 y Finlandia en 2023, consistió en Nemo interpretando su canción encima de una plataforma rotatoria, apoyado por dos figurantes fuera de pantalla, mientras el escenario se mantuvo a oscuridad y haciendo una serie de juegos de iluminación en luces blancas.
Al final del espectáculo, Suiza fue anunciada como uno de los 10 países finalistas. Los resultados revelados una vez terminado el festival, posicionaron a Suiza en 4° lugar de la semifinal con un total de 132 puntos, siendo votado con un mínimo de 4 puntos por todos los países y recibiendo la máxima puntuación del jurado de San Marino.

### Final
Durante un sorteo previo a la rueda de prensa de los ganadores de la segunda semifinal, se decidió en que mitad participaría cada finalista. Suiza fue sorteada como "producer's choice", quedando a decisión de los productores la mitad y el puesto a actuar. El orden de actuación revelado durante la madrugada del viernes 11 de mayo, decidió que Suiza debía actuar en la posición 21 por delante de Chipre y por detrás de Eslovenia.Nemo tomó parte de los ensayos generales con vestuario de la final los días 10 y 11 de mayo.El ensayo general de la tarde del 10 fue tomado en cuenta por los jurados profesionales para emitir sus votos, que representaron el 50% de los puntos.
Durante la votación, Suiza se colocó en 1.ª posición en la votación del jurado profesional con 365 puntos, siendo votado por todos los países con excepción de Croacia, incluyendo 22 máximas puntuaciones. De esta forma, el televoto de Suiza fue el último en ser anunciado, estando Nemo en la pantalla final junto al croata Baby Lasagna. Suiza se ubicó en el televoto en la 5.ª posición con 226 puntos, recibiendo la máxima puntuación del televoto ucraniano y siendo puntuada por todos los televotos posibles a excepción de Israel. 
La sumatoria final de 591 puntos le otorgó a Suiza su tercera victoria en la historia del festival, tras 36 años de su última victoria con Céline Dion. Los 365 puntos del jurado profesional supusieron la segunda puntuación más alta en la historia después de Salvador Sobral  de Portugal en 2017 (382 puntos), mientras que las 22 máximas puntuaciones rompieron el récord también de Salvador Sobral de la mayor cantidad de máximas puntuaciones. Por otro lado, su resultado en el televoto supuso el peor para un ganador del festival, siendo la primera vez que el vencedor del concurso no consigue estar en el Top 3 del televoto. Por su parte, Nemo consiguió la primera victoria de Suiza en 36 años, convirtiéndose en la primera persona no binaria en ganar el concurso.

### Votación

#### Puntuación a Suiza

##### Semifinal 2
| Televoto            | Televoto          | Televoto                                                      | Televoto                                                   | Televoto                      |
| 12 puntos           | 10 puntos         | 8 puntos                                                      | 7 puntos                                                   | 6 puntos                      |
| ------------------- | ----------------- | ------------------------------------------------------------- | ---------------------------------------------------------- | ----------------------------- |
| - San Marino        |                   | - Austria - Chequia - Francia - Italia - Malta - Países Bajos | - Armenia - Bélgica - Estonia - Grecia - Letonia - Noruega | - Dinamarca - Resto del Mundo |
| 5 puntos            | 4 puntos          | 3 puntos                                                      | 2 puntos                                                   | 1 punto                       |
| - Albania - Georgia | - España - Israel |                                                               |                                                            |                               |

##### Final
| Jurado | Jurado                                                             | Jurado                                                        | Jurado                                                                                | Jurado                                                                                           |
| 12 puntos | 10 puntos                                                          | 8 puntos                                                      | 7 puntos                                                                              | 6 puntos                                                                                         |
| --- | ------------------------------------------------------------------ | ------------------------------------------------------------- | ------------------------------------------------------------------------------------- | ------------------------------------------------------------------------------------------------ |
| - Albania - Austria - Azerbaiyán - Dinamarca - España - Estonia - Finlandia - Georgia - Grecia - Irlanda - Italia - Letonia - Lituania - Luxemburgo - Malta - Países Bajos - Noruega - Polonia - Portugal - San Marino - Suecia - Ucrania | - Australia - Bélgica - Chequia - Eslovenia - Reino Unido - Serbia |                                                               | - Armenia - Moldavia                                                                  | - Chipre - Islandia                                                                              |
| 5 puntos | 4 puntos                                                           | 3 puntos                                                      | 2 puntos                                                                              | 1 punto                                                                                          |
| - Alemania - Francia - Israel |                                                                    |                                                               |                                                                                       |                                                                                                  |
| Televoto |                                                                    |                                                               |                                                                                       |                                                                                                  |
| 12 puntos | 10 puntos                                                          | 8 puntos                                                      | 7 puntos                                                                              | 6 puntos                                                                                         |
| - Ucrania | - Azerbaiyán                                                       | - Armenia - Austria - Finlandia - Grecia - Lituania - Polonia | - Alemania - Australia - Chequia - Estonia - Georgia - Italia - Países Bajos - Suecia | - Bélgica - Chipre - España - Francia - Irlanda - Islandia - Malta - Noruega - Portugal - Serbia |
| 5 puntos | 4 puntos                                                           | 3 puntos                                                      | 2 puntos                                                                              | 1 punto                                                                                          |
| - Dinamarca - Moldavia - Reino Unido - San Marino | - Eslovenia - Letonia                                              | - Albania                                                     | - Luxemburgo                                                                          | - Croacia                                                                                        |

#### Votación realizada por Suiza[13][14]
| Puntos    | Televoto     |
| --------- | ------------ |
| 12 puntos | Israel       |
| 10 puntos | Países Bajos |
| 8 puntos  | Grecia       |
| 7 puntos  | Letonia      |
| 6 puntos  | Armenia      |
| 5 puntos  | Estonia      |
| 4 puntos  | Austria      |
| 3 puntos  | Albania      |
| 2 puntos  | Dinamarca    |
| 1 punto   | Noruega      |

| Puntos    | Jurado      | Televoto |
| --------- | ----------- | -------- |
| 12 puntos | Grecia      | Israel   |
| 10 puntos | Irlanda     | Croacia  |
| 8 puntos  | Croacia     | Italia   |
| 7 puntos  | Portugal    | Francia  |
| 6 puntos  | Italia      | Ucrania  |
| 5 puntos  | Francia     | Serbia   |
| 4 puntos  | Armenia     | Grecia   |
| 3 puntos  | Reino Unido | Alemania |
| 2 puntos  | Ucrania     | Portugal |
| 1 punto   | España      | Armenia  |

##### Desglose
El jurado suizo en la final estuvo compuesto por:
- Raphael Haldemann
- Tobias Carshey
- Kety Fusco
- Laurence Desarzens
- Jamila Awad

| Semifinal 2 | Semifinal 2  | Semifinal 2                | Semifinal 2                |
| N.º         | País         | Televoto                   | Televoto                   |
| N.º         | País         | Ranking                    | Puntos                     |
| ----------- | ------------ | -------------------------- | -------------------------- |
| 01          | Malta        | 14                         |                            |
| 02          | Albania      | 8                          | 3                          |
| 03          | Grecia       | 3                          | 8                          |
| 04          | Suiza        | -------------------------- | -------------------------- |
| 05          | Chequia      | 11                         |                            |
| 06          | Austria      | 7                          | 4                          |
| 07          | Dinamarca    | 9                          | 2                          |
| 08          | Armenia      | 5                          | 6                          |
| 09          | Letonia      | 4                          | 7                          |
| 10          | San Marino   | 15                         |                            |
| 11          | Georgia      | 13                         |                            |
| 12          | Bélgica      | 12                         |                            |
| 13          | Estonia      | 6                          | 5                          |
| 14          | Israel       | 1                          | 12                         |
| 15          | Noruega      | 10                         | 1                          |
| 16          | Países Bajos | 2                          | 10                         |

| Final | Final        | Final                      | Final                      | Final                      | Final                      | Final                      | Final                      | Final                      | Final                      | Final                      |
| N.º   | País         | Jurado                     | Jurado                     | Jurado                     | Jurado                     | Jurado                     | Jurado                     | Jurado                     | Televoto                   | Televoto                   |
| N.º   | País         | Jurado A                   | Jurado B                   | Jurado C                   | Jurado D                   | Jurado E                   | Rank                       | Pts                        | Rank                       | Pts                        |
| ----- | ------------ | -------------------------- | -------------------------- | -------------------------- | -------------------------- | -------------------------- | -------------------------- | -------------------------- | -------------------------- | -------------------------- |
| 01    | Suecia       | 8                          | 23                         | 12                         | 19                         | 12                         | 19                         |                            | 19                         |                            |
| 02    | Ucrania      | 12                         | 9                          | 4                          | 16                         | 9                          | 10                         | 2                          | 5                          | 6                          |
| 03    | Alemania     | 17                         | 20                         | 24                         | 4                          | 14                         | 14                         |                            | 8                          | 3                          |
| 04    | Luxemburgo   | 23                         | 12                         | 19                         | 23                         | 7                          | 20                         |                            | 17                         |                            |
| 05    | Países Bajos | 1                          | 22                         | 5                          | 22                         | 18                         | 8                          |                            | N/A                        |                            |
| 06    | Israel       | 25                         | 21                         | 25                         | 8                          | 13                         | 22                         |                            | 1                          | 12                         |
| 07    | Lituania     | 15                         | 24                         | 6                          | 21                         | 15                         | 18                         |                            | 15                         |                            |
| 08    | España       | 19                         | 1                          | 23                         | 25                         | 23                         | 11                         | 1                          | 13                         |                            |
| 09    | Estonia      | 14                         | 4                          | 15                         | 18                         | 22                         | 13                         |                            | 18                         |                            |
| 10    | Irlanda      | 3                          | 3                          | 7                          | 9                          | 1                          | 2                          | 10                         | 11                         |                            |
| 11    | Letonia      | 21                         | 17                         | 16                         | 20                         | 21                         | 25                         |                            | 14                         |                            |
| 12    | Grecia       | 4                          | 2                          | 1                          | 10                         | 5                          | 1                          | 12                         | 7                          | 4                          |
| 13    | Reino Unido  | 9                          | 5                          | 13                         | 14                         | 6                          | 9                          | 3                          | 22                         |                            |
| 14    | Noruega      | 18                         | 6                          | 14                         | 11                         | 17                         | 15                         |                            | 21                         |                            |
| 15    | Italia       | 7                          | 7                          | 8                          | 5                          | 4                          | 5                          | 6                          | 3                          | 8                          |
| 16    | Serbia       | 11                         | 11                         | 11                         | 12                         | 16                         | 17                         |                            | 6                          | 5                          |
| 17    | Finlandia    | 6                          | 19                         | 20                         | 24                         | 25                         | 21                         |                            | 16                         |                            |
| 18    | Portugal     | 16                         | 18                         | 2                          | 7                          | 2                          | 4                          | 7                          | 9                          | 2                          |
| 19    | Armenia      | 5                          | 10                         | 3                          | 17                         | 8                          | 7                          | 4                          | 10                         | 1                          |
| 20    | Chipre       | 20                         | 16                         | 21                         | 2                          | 20                         | 12                         |                            | 20                         |                            |
| 21    | Suiza        | -------------------------- | -------------------------- | -------------------------- | -------------------------- | -------------------------- | -------------------------- | -------------------------- | -------------------------- | -------------------------- |
| 22    | Eslovenia    | 22                         | 13                         | 18                         | 13                         | 19                         | 23                         |                            | 24                         |                            |
| 23    | Croacia      | 2                          | 14                         | 10                         | 3                          | 3                          | 3                          | 8                          | 2                          | 10                         |
| 24    | Georgia      | 13                         | 25                         | 22                         | 6                          | 10                         | 16                         |                            | 23                         |                            |
| 25    | Francia      | 10                         | 8                          | 9                          | 1                          | 11                         | 6                          | 5                          | 4                          | 7                          |
| 26    | Austria      | 24                         | 15                         | 17                         | 15                         | 24                         | 24                         |                            | 12                         |                            |